# 日迎駅
日迎駅（イリョンえき）は、大韓民国京畿道楊州市にある、韓国鉄道公社（KORAIL）郊外線の駅である。

## 歴史
- 1961年7月10日 - 開業[1]。
- 2004年4月1日 - 旅客取扱中止。
- 2014年1月24日 - 普通駅（3級）から無配置簡易駅に格下げ。
- 2025年1月11日：旅客営業再開[2]。

## その他
防弾少年団が2017年にリリースした楽曲『Spring Day (봄날)』のMV撮影地として注目を集めた。

## 隣の駅
韓国鉄道公社
郊外線
碧蹄駅 - 日迎駅 - 長興駅